# Distrito de Gaga'ifomauga
Gagai'fomauga es un distrito de Samoa. Está ubicado en el sector norteño de Savai'i, y tiene una población (según las cifras del censo realizado en año 2001) de 4.770 habitantes. La densidad de habitantes es de: 13,25 personas por kilómetro cuadrado. El distrito de Gaga'ifomauga tiene una superficie de 365 kilómetros cuadrados aproximadamente. La ciudad capital es A'opo.
- Datos: Q1193134